# Абэ, Синдзо
Си́ндзо А́бэ (яп. 安倍 晋三 Абэ Синдзо:, 21 сентября 1954[…], Синдзюку, Токио, Япония — 8 июля 2022[…], Касихара, Нара[…]) — японский государственный и политический деятель. Председатель Либерально-демократической партии (2006—2007, 2012—2020).
Премьер-министр Японии в 2006—2007 и 2012—2020 годах соответственно, состоявший в этой должности дольше всех в истории страны.
Убит 8 июля 2022 года в результате вооружённого нападения.

## Биография
Синдзо Абэ происходит из известной в политическом мире семьи. Его дед по материнской линии — Нобусукэ Киси, бывший премьер-министр страны. Его отец — Синтаро Абэ в прошлом занимал должность министра иностранных дел Японии.

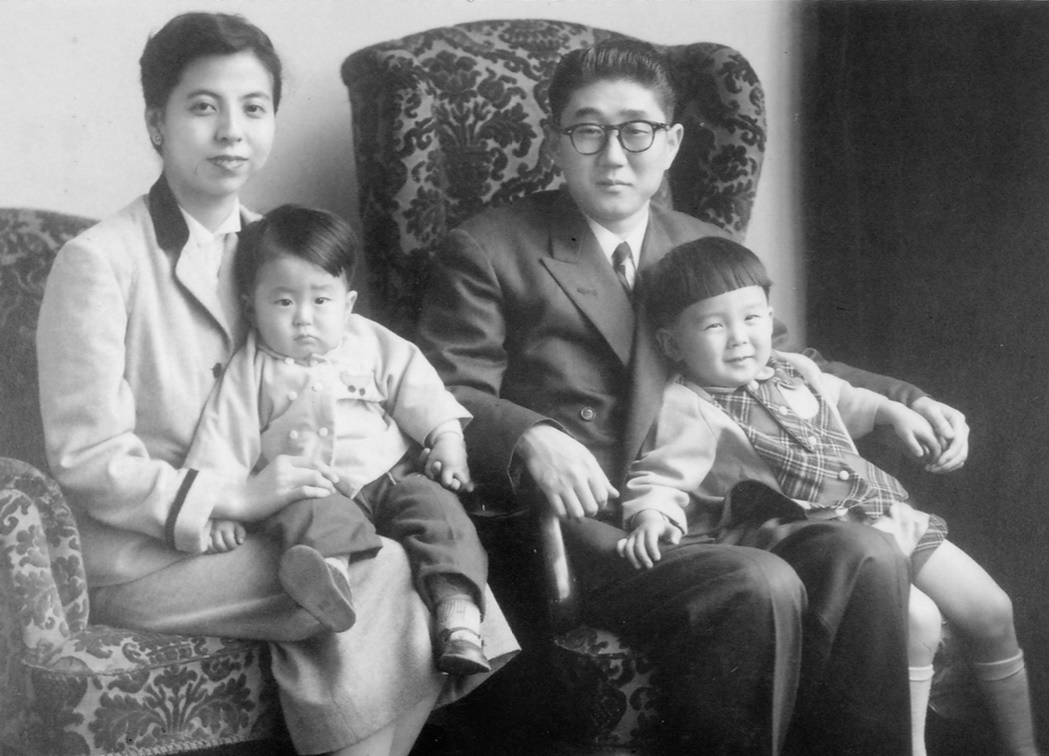
Семья Абэ в 1956 году: его мать Йоко Абэ, Синдзо Абэ в возрасте двух лет (слева), его отец Синтаро Абэ и его старший брат Хиронобу

В 1977 году Синдзо Абэ окончил университет Сэйкэй, где изучал политологию на юридическом факультете. Затем переехал в США, с 1978 по 1979 год учился в Университете Южной Калифорнии. В 1979 году вернулся в Японию, получив работу в сталелитейной компании «Кобэ Стил» и проработал там три года.

## Политическая карьера
В 1982 году начал политическую карьеру, став секретарём министра иностранных дел (своего отца, Синтаро Абэ).
Был членом Либерально-демократической партии Японии. В 1993 году был избран в Палату представителей японского парламента от префектуры Ямагути. В 1999 году он стал директором отдела социальных дел.
С 2000 года Абэ работал в правительствах Мори и Коидзуми. С 2003 по 2004 годы он был генеральным секретарём Либерально-демократической партии Японии. В октябре 2005 года занял пост генерального секретаря кабинета министров. Наблюдатели расценили это назначение как признак того, что премьер-министр Дзюнитиро Коидзуми готовит Абэ в качестве своего преемника.

## Первое правительство Абэ
20 сентября 2006 года Синдзо Абэ сменил Дзюнъитиро Коидзуми на посту председателя партии. Его главными конкурентами в борьбе за должность председателя партии были Садакадзу Танигаки и Таро Асо. Ясуо Фукуда был одним из главных конкурентов, но в конечном итоге он решил не баллотироваться. 26 сентября Абэ был утверждён парламентом в должности премьер-министра. Избравшись в возрасте 52 лет, он был самым молодым премьер-министром со времён Фумимаро Коноэ.
Спустя некоторое время намерения Абэ изменить Конституцию страны, а также его националистические заявления привлекли к себе внимание общественности и прессы, как в самой Японии, так и за рубежом. В первой половине 2007 года популярность кабинета Абэ резко упала, особенно после того, как министр сельского хозяйства Тосикацу Мацуока повесился в разгар финансового скандала, а его преемник также оказался уличён в коррупции и был вынужден покинуть пост. 12 сентября 2007 года Абэ объявил о своей отставке, сославшись на состояние здоровья, но продолжал исполнять обязанности премьера ещё две недели, пробыв таким образом на посту главы правительства ровно год. Его преемником на посту лидера партии стал Ясуо Фукуда.

## Второе правительство Абэ
В условиях постоянного кризиса, который испытывала правящая Демократическая партия в период нахождения у власти с 2009 года, либерал-демократы получили все шансы вернуть себе лидерство в стране. 26 сентября 2012 года Абэ возглавил ЛДПЯ. Под его руководством партия одержала на досрочных парламентских выборах убедительную победу, получив более чем вдвое больше мест в Палате представителей по сравнению с прошлыми выборами. Это позволило ЛДПЯ сформировать новое правительство страны.
26 декабря 2012 года Синдзо Абэ был повторно утверждён в должности премьер-министра Японии. Абэ стал первым премьер-министром с 1948 года, вернувшимся на этот пост после перерыва, и первым премьером после Коидзуми, которому удалось пробыть в должности два года и дольше. Как отмечает «Санкэй симбун» (29.07.2013): «Либерал-демократическая партия во главе с премьером Синдзо Абэ одержала сокрушительную победу на выборах в верхнюю палату, так что усилилось представление, что правительство Абэ останется стабильным на долгий срок».
Абэ усилил оборонительную роль и потенциал Японии, а также укрепил сотрудничество с США в сфере безопасности. Предпринимал усилия для внесения поправок в Конституцию 1945 года, которая ограничивает возможность использования японских Сил самообороны, выступая за изменения статьи 9, в которой провозглашается отказ государства от войны как способа разрешения международных споров, и, как следствие, от создания собственных сухопутных войск, флота и военно-воздушных сил.
В 2014 году кабинет министров Японии принял новую интерпретацию Конституции, разрешающую применять право на коллективную самооборону. В 2015 году парламент проголосовал за принятие законов, которые предусматривают усиление полномочий Сил самообороны Японии в этом направлении.
Рейтинг одобрения кабинета Абэ почти всегда оставался высоким (50-70 %). Только в марте 2018 года он упал до 31 %. Это было вызвано скандалом с фальсификацией документов по сделке о приобретении государственной земли по заниженной стоимости организацией «Моритомо гакуэн», к которой якобы причастны Синдзо Абэ и его жена Акиэ.

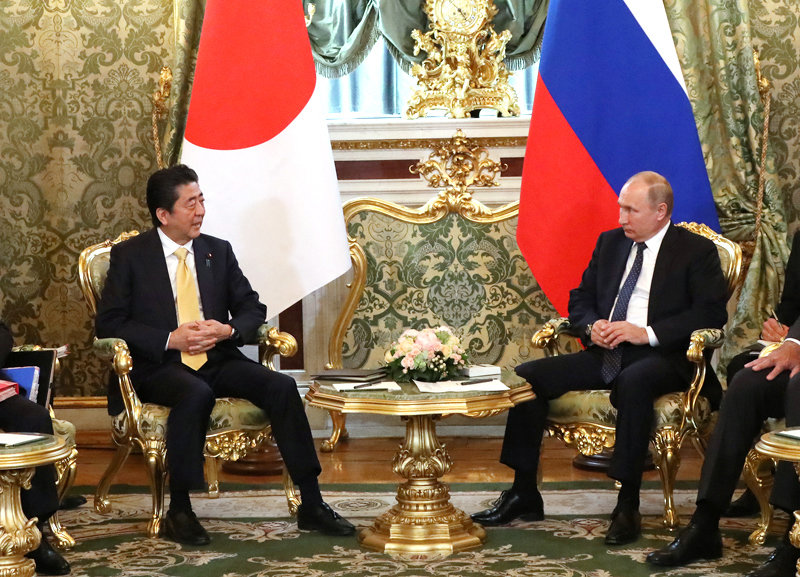
Премьер-министр Японии Синдзо Абэ и Президент России Владимир Путин на переговорах во время рабочего визита в Россию в 2018 году

В планы Абэ входило урегулирование территориального спора с Россией в вопросе принадлежности южных Курильских островов или так называемых «северных территорий» и подписание мирного договора с Москвой. Несмотря на многочисленные контакты на высшем уровне с В. Путиным, этого сделать не удалось. В ноябре 2018 года Путин и Абэ условились активизировать переговоры о мирном соглашении на основе советско-японской Совместной декларации от 19 октября 1956 года, которая позволила положить конец состоянию войны между двумя странами и восстановить дипломатические отношения — хотя конец состоянию войны был положен актом о капитуляции Японии. В декларации СССР выразил готовность передать Японии остров Шикотан и ряд прилегающих небольших островов Малой Курильской гряды с условием, что их переход под контроль Токио будет осуществлён только после заключения мирного договора.
В 2016 году Абэ выдвинул предложение о создании открытой и свободной торговой зоны в Тихом и Индийском океанах. Инициатива направлена на развитие качественной инфраструктуры и обеспечение безопасного судоходства. В сентябре 2019 года Абэ произвёл перестановки в правительстве с целью придания импульса проводимым реформам.
20 ноября 2019 года Синдзо Абэ стал абсолютным рекордсменом по продолжительности пребывания на посту премьер-министра в истории Японии, превзойдя рекорд Эйсаку Сато: почти 8 лет во второй срок и год — в первый.
Абэ рассчитывал провести летнюю Олимпиаду в Токио-2020 в ходе своего премьерского срока, однако Игры были перенесены на 2021-й год из-за пандемии коронавируса. 7 апреля 2020 года правительство ввело режим чрезвычайной ситуации в нескольких регионах страны, впервые в послевоенной истории, после того, как в Токио за сутки было зафиксировано рекордное число заболевших. Было заявлено, что режим ЧС будет действовать в течение месяца в Токио, Осаке и ещё пяти префектурах — Канагаве, Сайтаме, Тибе, Хего и Фукуоке. При этом в Японии не было введено принудительных ограничений на передвижение людей, как в Китае или Европе. Абэ призвал сократить контакты между людьми на 70-80 %. По его словам, тогда в течение двух недель распространение коронавируса достигнет пика и начнётся снижение заболеваемости. 16 апреля режим ЧС был распространён на всю страну.
Эпидемия коронавируса нанесла сильный удар по его позициям. Граждане активно критиковали премьера за запоздалое введение ограничительных мер. Агентство Kyodo сообщило, что более 58 % опрошенных недовольны действиями правительства, а 70 % считают, что Абэ по требованию оппозиции должен был созвать внеочередную сессию парламента для обсуждения мер по сдерживанию инфекции.
Рейтинг правительства Японии под руководством премьер-министра Синдзо Абэ упал до 27 %, сообщила газета «Майнити» по итогам собственного исследования. В ходе исследования от 6 мая 2020 г., рейтинг доверия правительства составлял 40 %. При этом рейтинг недоверия правительству поднялся с 45 % до 64 %. По опросу агентства Kyodo, на 23 августа деятельность премьера одобряли 36 % населения.
28 августа 2020 года Синдзо Абэ неожиданно объявил об отставке с поста премьер-министра в связи с ухудшившимся состоянием здоровья, и решении продолжить исполнять обязанности до избрания преемника. Политику необходимо было пройти курс лечения от язвенного колита, обострившегося в июле. В своём обращении Абэ сказал, что хочет избежать ситуаций, при которых его болезнь смогла бы оказать влияние на важные политические решения. 14 сентября новым лидером Либерально-демократической партии был избран её генеральный секретарь Ёсихидэ Суга. 16 сентября 2020 года Синдзо Абэ сложил полномочия премьер-министра.

### Экономическая политика
Экономика Японии находится уже три десятилетия в экономическом «застое» и постоянной дефляции (потерянное тридцатилетие). Чтобы вырваться из дефляции, разогнать инфляцию и повысить экономический рост, правительство премьер-министра Японии Синдзо Абэ начиная с 2012 года проводило экономическую политику, названную «абэномикой». Главными мерами этой политики были искусственная девальвация иены путём удвоения денежной массы в стране, количественное смягчение, фискальное стимулирование и структурные реформы. Однако данные меры не помогли добиться желаемого результата. Её основным идейным вдохновителем и советником Абэ стал Коити Хамада, профессор Йельского университета японского происхождения. Джозеф Стиглиц положительно оценил абэномику.

## Убийство и похороны
В пятницу, 8 июля 2022 года в 11:30 по местному времени в городе Нара на Синдзо Абэ было совершено покушение. Политик прибыл на юго-запад острова Хонсю в рамках предвыборной кампании. Во время уличного выступления Абэ в него по меньшей мере дважды выстрелил неизвестный мужчина, после чего Абэ был доставлен в больницу в бессознательном состоянии с кровотечением. Спустя примерно 5 часов после ранения Абэ скончался в больнице.
Полиция сообщила, что выстрелы были сделаны из дробовика; нападавший задержан, оружие изъято. Стрелявший — бывший моряк Сил самообороны Японии 41-летний Тэцуя Ямагами. Задержанный объяснил свои действия личной неприязнью к бывшему премьер-министру, но затем заявил, что его целью первоначально был другой политик.
Прощание с экс-премьером Японии Синдзо Абэ состоялось 12 июля 2022 года в Токио в храме Дзодзэ-дзи в районе Минато-ку, там же днём ранее по японским обычаям прошло отпевание и кремация, заявили в его офисе в Симоносеки в префектуре Ямагути.
Государственные похороны политика состоялись 27 сентября 2022 года. Об этом сообщил премьер-министр Японии Фумио Кисида. Синдзо Абэ стал вторым бывшим премьер-министром в послевоенное время, после смерти которого прошли государственные похороны (первым был Ёсида Сигэру, скончавшийся 20 октября 1967 года).

## Награды
- Орден Почёта (Греция)
- Командор со звездой Ордена Заслуг (Норвегия)
- Орден Короля Абдель-Азиза 1 степени (2007 год, Саудовская Аравия)
- Медаль Австрийского Общества Альберта Швейцера (2010 год)[40]
- Орден аль-Халифа (2013 год, Бахрейн)
- Орден Заслуг (2014 год, Кот-д’Ивуар)
- Падма вибхушан (2018)[41][42]
- Орден Южного Креста (2020)[43][44]
- Юбилейная медаль «25 лет Нейтралитета Туркменистана» (2020, Туркменистан)
- Орден Республики Сербии (2022)[45]
- Орден Австралии (2022)[46]
- Высший орден Хризантемы с цепью (2022, посмертно)[39]
- Орден Благожелательных облаков (2023, посмертно)